# Euplecterga fideli
Euplecterga fideli är en skalbaggsart som beskrevs av Albert A. Grigarick och Schuster 1976. Euplecterga fideli ingår i släktet Euplecterga och familjen kortvingar. Inga underarter finns listade i Catalogue of Life.